# Гроши (Тимиш)
Гроши (рум. Groși) насеље је у Румунији у округу Тимиш у општини Марђина. Oпштина се налази на надморској висини од 204 m.

## Прошлост
По "Румунској енциклопедији" место се помиње 1508-1519. године. Среће се и у турском тефтеру из 1593. године. Становници су се одувек бавили испирањем злата. Године 1717. зове се насеље "Грош". Православна црква Успења Пресвете Богородице је подигнута као брвнара 1741. године.
Када је 1797. године пописан православни клир ту је био један свештеник. Парох поп Георгије Поповић (рукоп. 1780) служио се само румунским језиком.
Месни учитељ Јован Дијаковић је 1844. године приложио у Школски фонд 2 ф. 30 кр.

## Становништво
Према подацима из 2002. године у насељу је живело 119 становника, од којих су сви румунске националности.